# أولاد تامرة آيت الصالح (أولادفنان الغربيين)
أولاد تامرة آيت الصالح هو دُوَّار يقع بجماعة أولاد فنان، إقليم خريبكة، جهة بني ملال خنيفرة في المملكة المغربية. ينتمي الدوّار لمشيخة أولادفنان الغربيين التي تضم 6 دواوير. يقدر عدد سكانه بـ 1033 نسمة حسب الإحصاء الرسمي للسكان والسكنى لسنة 2004.

## روابط خارجية
- البوابة الوطنية للجماعات الترابية
- المندوبية السامية للتخطيط